# Bürgerforum live
BürgerForum live war eine Bürgersendung im Bayerischen Fernsehen, in der Bürger über aktuelle Themen, die Bayern bewegen, in einem Gasthaus live diskutieren konnten. Einmal im Monat am Mittwoch um 20:15 Uhr wurde ein Ort in Bayern ausgewählt, in den das BR-Team kam, um die Live-Sendung zu produzieren. Bei der Auswahl der Orte wurde darauf geachtet, dass alle Regionen Bayerns gleichermaßen berücksichtigt werden. Im Saal vor Ort moderierte Tilmann Schöberl den Diskurs der Bürger, zu dem auch bayerische Politiker und Experten für das jeweilige Thema der Sendung eingeladen wurden.

## Weitere Bürgersendungen
Am Mittwoch um 20:15 Uhr wurde im BR Fernsehen bis März 2016 jede Woche eine Bürgersendung ausgestrahlt, in der sich Bürger beteiligen konnten oder die Belange der Bürger diskutiert wurden. Neben BürgerForum live gab es für europäische Themen die Sendung Jetzt red i – Europa. Außerdem wurden zu dieser Zeit auch BR unterwegs und die Bayerntour gezeigt. Als einzige Bürgersendung ist auf diesem Sendeplatz Jetzt red i verblieben, die sich um Probleme der bayerischen Politik kümmert.